# Rajkot Airport
Rajkot Airport är en flygplats i Indien.   Den ligger i distriktet Rājkot och delstaten Gujarat, i den västra delen av landet, 1 000 km sydväst om huvudstaden New Delhi. Rajkot Airport ligger 134 meter över havet.
Terrängen runt Rajkot Airport är platt. Runt Rajkot Airport är det tätbefolkat, med 913 invånare per kvadratkilometer. Närmaste större samhälle är Rajkot, 2,4 km sydost om Rajkot Airport. Runt Rajkot Airport är det i huvudsak tätbebyggt.